# Иаков (Пахис)
Митрополит Иаков (греч. Μητροπολίτης Ιάκωβος, в миру Дамиано́с Пахи́с, греч. Δαμιανός Παχής; 1932, Амарусион, Афины, Греция — 26 марта 2013, Афины, Греция) — епископ Элладской православной церкви, митрополит Арголидский (1985—2013).

## Биография
Родился в 1932 году в Амарусионе (Маруси), в пригороде Афин, в Греции.
В 1959 году окончил богословскую школу Афинского университета.
18 октября 1959 года был рукоположен в сан диакона, а 19 апреля 1960 года — в сан пресвитера. Служил проповедником кафедрального собора Артской митрополии.
23 ноября 1985 года хиротонисан в сан епископа и возведён в достоинство митрополитом Арголидского. 20 января 2013 года был уволен на покой.
Скончался 26 марта 2013 года в Афинах.